# Mars 1M
Mars 1M (przez zachodnie media nazwany Marsnik) – typ nieudanych radzieckich sond, wystrzelonych w kierunku Marsa. Stanowiły część radzieckiego programu Mars. Dwie próby jej wystrzelenia - pierwsze próby wysłania sondy międzyplanetarnej przez Związek Radziecki - zakończyły się porażkami. Mars 1M miał przelecieć w pobliżu Marsa i sfotografować go. Statek miał masę około 640 kg i przenosił magnetometr, licznik promieni kosmicznych, pułapkę plazmy i detektor mikrometeoroidów.
Powstały w odpowiedzi na zaakceptowanie przez Komitet Centralny Partii Komunistycznej ZSRR dekretu nr 1386-618, 10 grudnia 1959, pt. O zbudowaniu automatycznej stacji badawczej do lądowania na Księżycu i do lotu do Wenus i Marsa, który to dekret zezwalał na budowę sond księżycowych i międzyplanetarnych.
1. 10 października 1960, godz. 14:27:49, kosmodrom Bajkonur - nieudana próba wystrzelenia statku Mars 1M 1 rakietą Mołnia 8K78. W 300,9 sekundzie lotu utracono kontrolę nad rakietą. W 324,2 sekundy lotu wydano rakiecie komendę samozniszczenia. Była to pierwsza próba wystrzelenia sondy międzyplanetarnej przez Związek Radziecki. Możliwą przyczyną były drgania rezonansowe w wyższych członach rakiety podczas pracy drugiego stopnia. Mogły one spowodować zerwanie potencjometru sterującego żyrohoryzontem. W wyniku tego doszło do przechyłu rakiety. Gdy ten przekroczył siedem stopni, system kontroli położenia nie był już w stanie go skorygować. Wydano polecenie zniszczenia rakiety ze względów bezpieczeństwa. Górny stopień rakiety wraz z ładunkiem osiągnął wysokość 120 km, po czym opadł i spłonął w atmosferze nad wschodnią Syberią. Innymi nazwami sondy były: Mars 1960A, Marsnik 1, Korabl 4[1].
2. 14 października 1960, godz. 13:51:03, Bajkonur - nieudana próba wystrzelenia drugiego egzemplarza statku Mars 1M (Mars 1M 2). Ponownie doszło do awarii w rakiecie nośnej Mołnia 8K78. W 290 sekundzie lotu nie włączył się silnik 8D715K trzeciego stopnia rakiety. Powodem była awaria zaworu ciekłego tlenu, jeszcze, gdy rakieta stała na platformie startowej. Nieszczelny zawór doprowadził do wycieku ciekłego tlenu, który zamroził naftę we wlocie do pompy. Była to druga radziecka próba wysłania sondy międzyplanetarnej. Innymi nazwami sondy były: Mars 1960B, Marsnik 2, Korabl 5[1].